# Merrillville
Merrillville is een plaats (town) in de Amerikaanse staat Indiana, en valt bestuurlijk gezien onder Lake County.

## Demografie
Bij de volkstelling in 2000 werd het aantal inwoners vastgesteld op 30.560.
In 2006 is het aantal inwoners door het United States Census Bureau geschat op 31.896, een stijging van 1336 (4.4%).

## Geografie
Volgens het United States Census Bureau beslaat de plaats een oppervlakte van
86,3 km², waarvan 86,2 km² land en 0,1 km² water.

## Plaatsen in de nabije omgeving
De onderstaande figuur toont nabijgelegen plaatsen in een straal van 12 km rond Merrillville.

## Geboren
- David Neville (1 juni 1984), sprinter